# Книга Иова
Кни́га И́ова (ивр. סֵפֶר אִיוֹב‎, Се́фер Ио́в) — книга, входящая в состав еврейской Библии (Танаха) и Ветхого Завета. Третья книга раздела Ктувим еврейской Библии. Книга Иова, за исключением пролога и эпилога, написана высокопоэтическим языком и читается как поэма, которая и переводилась не раз в стихотворной форме (см. например, русский перевод Фёдора Глинки). Тема поэмы касается причин болезней, горя и зла вообще.
Книга Иова имела многочисленных толкователей, от древнейших времён до новейших. Из древних её толковали Ефрем Сирин, Григорий Великий, Августин Блаженный, Маймонид и другие. Многие из них классически пытались примирить сосуществование зла и Бога (что Лейбниц назвал термином теодицея).

## Содержание

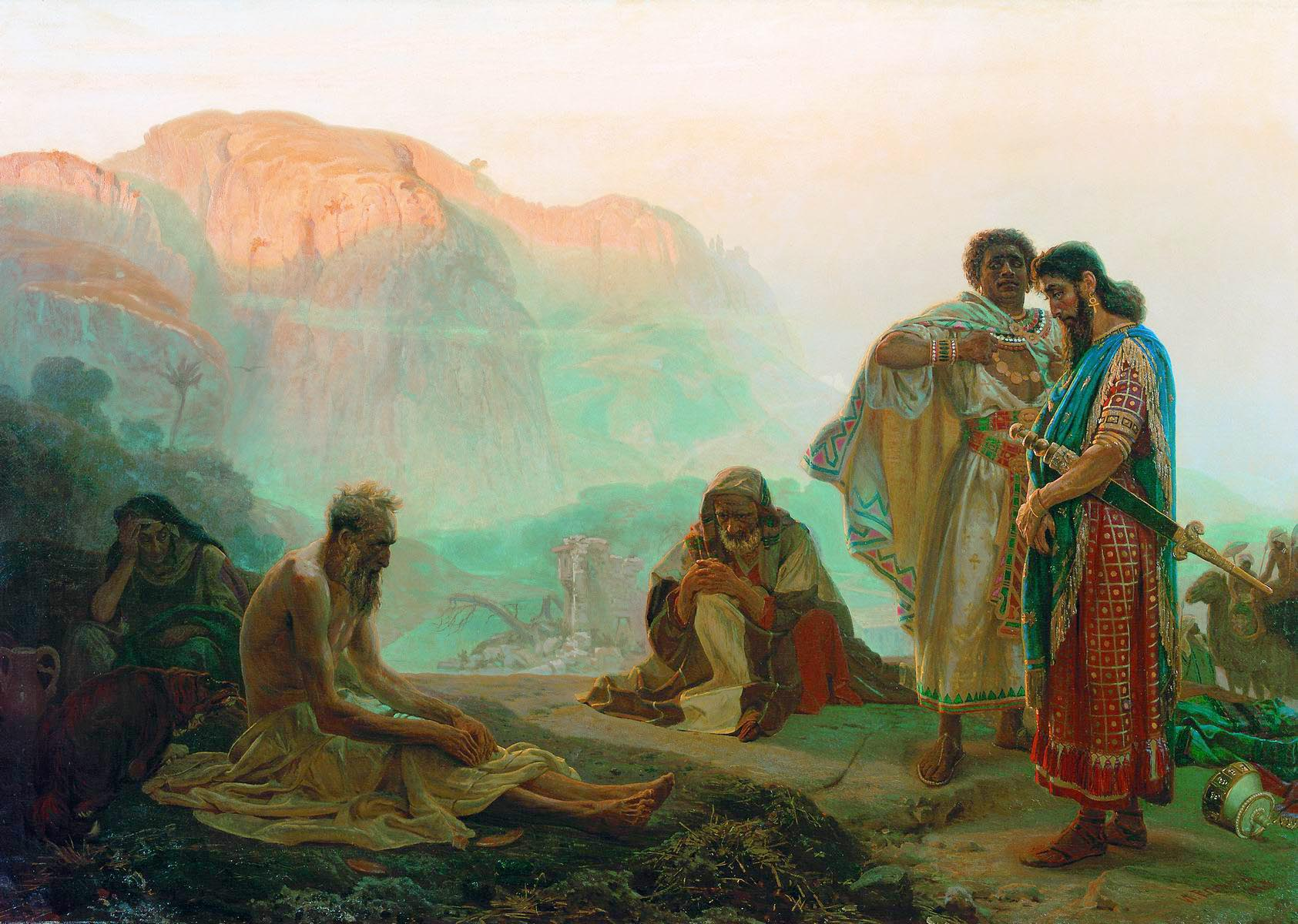
Иов и его друзья. Картина И. Репина

В этом драматическом повествовании Сатана (буквальный перевод — Противоречащий) обвиняет Иова перед Богом в наигранной богобоязни, утверждая, что если повергнуть Иова в скорбь, то он отвернётся от Всевышнего. Бог решает доказать Сатане, что раб его Иов останется верным ему, даже находясь в страдании. Бог разрешает дьяволу покарать Иова. К Иову приходят трое очень благоразумных друзей, которые спорят с ним о причинах его страданий. Иов отвечает каждому из них. В итоге Элиу (Елиуй), 4-й собеседник Иова, узнаёт истинную причину этого испытания. Книга завершается речью Всевышнего, Иов с друзьями смиряются и каются перед жертвенником, а Бог помогает Иову, возвращая ему всё отнятое ранее.
Глава 1 и Глава 2 представляют собой предисловие к самой истории. Главы с третьей по тридцать первую пересказывают поочерёдные рассуждения Иова и его 3 друзей. В главах 32—37 рассказывается мнение Элиу, четвёртого друга, который обвиняет Иова в других грехах, нежели трое других гостей. Главы 38—42 образуют заключение Книги, где Иов убеждается, что он вёл себя праведно с самого начала.

### Структура
Сюжет сводится к испытанию Иова, его обстоятельствам и сути, к стойкости Иова и окончанию испытания. Книга состоит из:
1. историческое вступление в прозе (гл. 1, 2).
2. учёный спор и его решение в стихах (гл. 3:1—42:6). Сетования Иова (гл. 3) вызывают учёный спор, представленный в форме диалога с Иовом каждого из троих друзей. Первый диалог даёт начало спору (гл. 4—14), второй — усиливает его (гл. 15—21), третий — высшая степень спора (гл. 22—27). Иов хочет испытать Бога, дав «клятву невинности» (гл. 27—31). Спор разрешается с помощью новаторских терминов и понятий, озвученных Элиу, ещё одним слушателем всего разговора, который обвиняет Иова в других грехах, нежели трое его друзей, и советует сделать обращение к Богу. После этого Иов смиренно признаётся в собственной ошибке и глупости (гл. 42:1—6). Раскаяние Иова — поворотная точка повествования, которая и являлась главной целью испытания в целом. Восстановление божественного милосердия и сострадания завершают рассказ.
3. третья часть, историческое заключение в прозе (гл. 42:7—15).

1-я и 3-я части, по-видимому, имеют другую тональность повествования, чем основная диалогическая часть, и они могут быть поданы от лица Элиу, так как совпадают с его точкой зрения (его имя и переводится буквально ивр. אֱלִיהוּא‎ — «Бог мой он»).

## Сюжет

### Испытания Иова
Иов, житель страны Уц, был человеком большой честности, добродетели и набожности. Он имел очень много слуг и голов скота, что представляло в то время главное богатство в том числе для арабских и идумейских вождей. У него было семь сыновей и три дочери, и он пользовался большим уважением среди всех народов по обоим берегам Евфрата.
Его сыновья имели обыкновение собираться на пиршества по очереди в гостях друг у друга, и когда пиршества проходили у всех братьев, Иов созывал их и творил над ними очищение, преподнося жертвы, если один из них согрешил против Бога против своей воли или в глубине души. Сам же он ненавидел несправедливость, идолопоклонство, плутовство и прелюбодеяние, не имел плохих мыслей, был щедр с бедняками, вдовами и сиротами, слепцами и калеками.
Однажды Сыны Божьи вместе с Сатаной предстали перед Господом. Сатана, неспособный на безусловную любовь к человеку, предлагает испытать Иова, «человека богобоязненного». Господь соглашается и на первый раз даёт ему разрешение протянуть руку на всё имущество Иова, но не на него самого; тогда трое слуг приносят Иову вести о событиях, погубивших и уведших его скот, после которых выжили только они. Четвёртый слуга сообщает о гибели его сыновей и дочерей. Иов встаёт, раздирает свою одежду и падает на землю со словами: «Наг вышел я из родимых недр и наг возвращусь назад. Господь дал, Господь взял — благословенно имя Господне!».

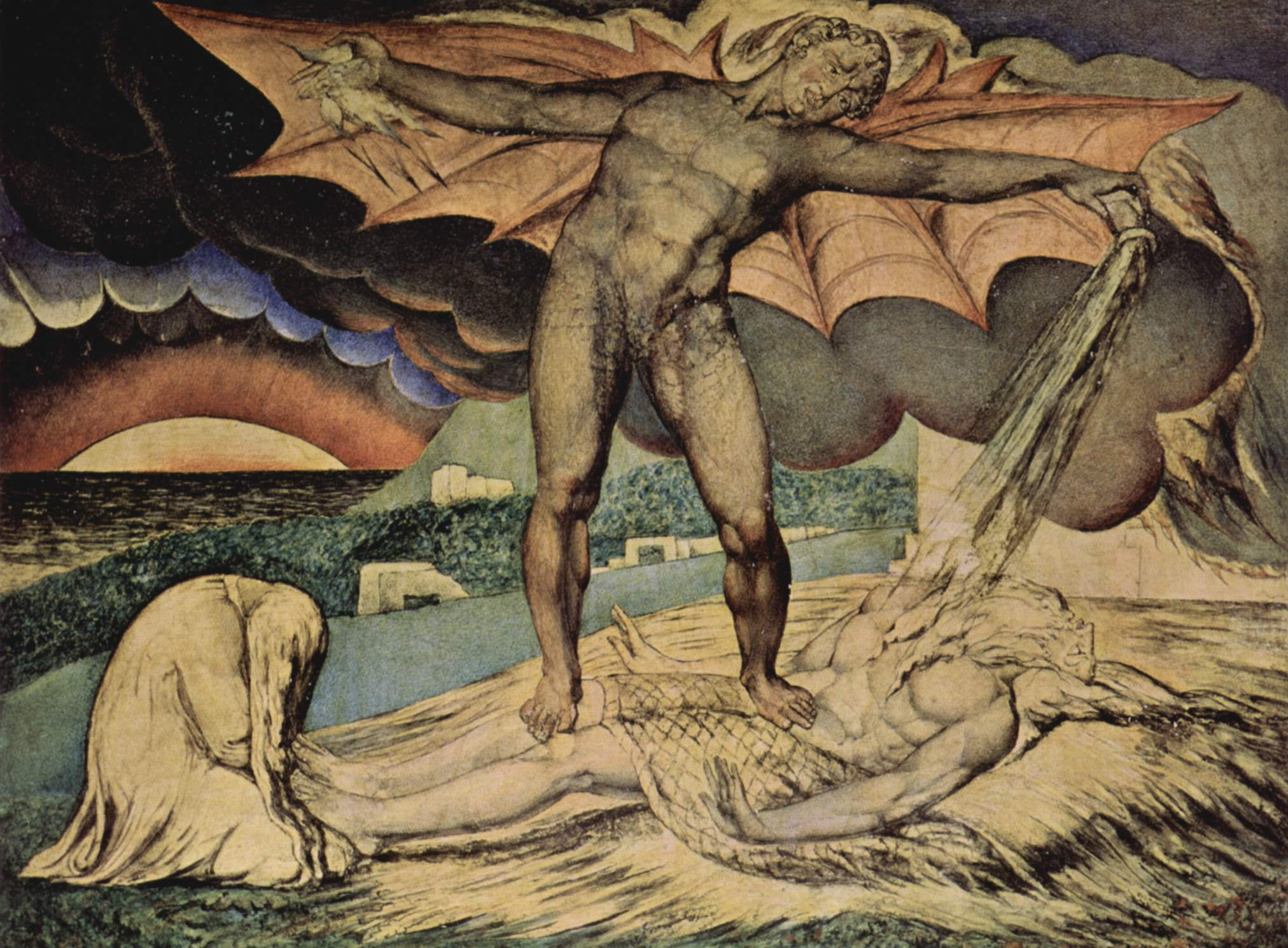
Сатана, поражающий Иова язвами — иллюстрация Уильяма Блейка к Книге Иова

Поскольку Иов не высказал никакого порицания божественному провидению, Сатана просит разрешения поразить его тело, что Господь и дозволяет ему при условии, что Сатана сохранит его в живых. Сатана поражает Иова «злыми язвами» (вероятно, проказой), после чего тот берёт черепок, чтобы соскребать с себя гной, и садится на пепел. Жена Иова призывает его похулить Бога и умереть, но он «не погрешил устами своими».
Трое друзей Иова: Элифаз из Темана, Билдад из Шуаха и Цофар из Наамы, — прослышавшие о его несчастьях, приходят к нему, чтобы пожалеть и утешить его (об Элиу из рода Буз вначале ничего не говорится, и он «появляется» лишь в главе 32). Видя страдания их друга, которого они поначалу не узнали, они посыпают головы пеплом и садятся с ним рядом на семь дней в полном молчании, пока Иов сам не начинает свою речь.

### Речи Элифаза, Билдада и Цофара
Друзья Иова высказывают и отстаивают своё предположение, что, поскольку Бог справедлив, всякий познавший судьбу столь незавидную, как у Иова, обязательно получает её в качестве наказания за неповиновение Божьим заповедям. По мере продвижения разговора они всё настойчивее упрекают Иова в нежелании покаяться в своих грехах, хотя сами они едва ли могут предположить, в чём именно он грешен. Они продолжают считать, что Иов — грешник, заслуживший своё наказание, и согласно наивной теологии предполагают, что Бог вознаграждает добро и карает зло безо всяких исключений. По их мнению, Бог мог бы дозволить ему страдать лишь в качестве расплаты.

### Речь Иова
Иов, убеждённый в своей невинности, настаивает, что его страдания не могут быть наказанием за грехи и что у Бога нет причин его наказывать. Однако он упорно отказывается проклясть его имя.

### Речь Элиу
Элиу выбирает путь посредничества, поддерживая верховенство, справедливость и милосердие Бога. Его сильно разгневали как доводы троих друзей, так и то, что Иов в неправильном свете представил Божью справедливость, подрывая доверие к ласковой природе Бога.
Элиу говорит, что в силу своего молодого возраста он ждал, пока выскажутся все присутствующие, но добавляет, что «мудры вовсе не те, кто дряхл», а ум даётся божественным вдохновением. Его «пророческая» или, по меньшей мере, вдохновенная речь описывает могущество Бога, искупление и абсолютную справедливость всех его деяний. Бог одновременно всемогущ и справедлив, готов предупреждать и прощать.
За свою речь и характерный тон Элиу не будет осуждён Господом в конце всей истории, тогда как трое друзей получат божественное порицание. Иов при этом никак не отвечает ни на нападки Элиу, ни на его идеи о причинах такого отношения к нему Бога.

### Ответ Господа Иову
После многочисленных циклов реплик Иова и его друзей из «тучи» или из «бури» слышится голос Господа, который выразительно и лирично описывает, что́ значит быть ответственным за весь мир, и риторически вопрошает Иова, имел ли тот когда-либо подобный божественный опыт.
В своём ответе Бог подчёркивает, что Иов делит этот мир с многочисленными, могущественными и поразительными существами, в том числе с Бегемотом и Левиафаном, каждое из которых имеет свои цели в жизни и свои потребности, которые Бог должен обеспечивать, и голод молодняка может быть утолён лишь отнятием жизни у кого-то другого. Имел ли Иов хоть малую часть этого опыта в мире, в котором он живёт? Понимает ли он, что́ значит отвечать за весь мир? Иов признаёт, что он не понимает этого, и просит Господа его простить.
В развязке Бог гневается на троих друзей Иова за их упорство в ошибочном толковании намерений и деяний Бога и приказывает им принести за себя жертву всесожжения тельцов и овнов, попросив Иова помолиться за них. Незамедлительно Господь «повернул к возврату путь Иова», вернув ему всё отнятое ранее в двойном размере и дав ему 10 детей. Его дочери были красивейшими на земле и получили наследство при жизни отца. Иов прожил насыщенную жизнь и умер от старости.

## Интерпретации
Судьба Иова есть как бы прототип человеческой судьбы на земле. Древнееврейскому народу было свойственно убеждение, что блага жизни и счастье даются человеку за добродетельную жизнь. И если блага жизни у него отнимаются и он становится несчастным, то это значит, что добродетель его пошатнулась и он согрешил. Награда и наказания даются человеку ещё в пределах земной жизни. При таком сознании трудно понять безвинное страдание. Его не могли понять друзья — утешители Иова. Иов был благочестивый и добродетельный человек, он всегда почитал Бога и был покорен Его закону. Но вот у такого человека отнимаются все блага жизни, и он становится несчастнейшим из людей, страдания его непереносимы. Утешавшие его друзья старались найти у Иова какие-либо прегрешения, которые оправдали бы его несчастную судьбу, как целесообразную и осмысленную. Но Иов настаивал на своём. Он восстал против Бога и боролся против Бога, взывал к божественной справедливости. Бог оправдал Иова и осудил его утешителей. Людям очень трудно отказаться от целесообразности всего происходящего в мире и, значит, трудно понять безвинное страдание. Многим кажется, что если есть безвинное страдание, то, значит, нет Бога, нет промысла Божьего.
Толкование текста в основном строится вокруг вопроса: «Всегда ли несчастье происходит от божественного наказания?» Трое друзей Иова ответили бы на этот вопрос положительно, утверждая, что его несчастья являются доказательством грехов, которые он не мог не совершить. Его друзья также уверены в обратном: что удача всегда происходит от божественного поощрения, — и если бы Иов покаялся, то она снова бы ему улыбнулась.
Тем не менее Иов утверждает и уверяет, что он добродетелен и что его несчастье не наказание, и это позволяет говорить (что и делает его жена) о деяниях Бога по простой прихоти, за что Его можно похулить, обрекая себя на смерть. Иов отвечает ей: «Приемлем мы от Бога добро — ужели не примем от Него зло?» В кульминации книги Бог отвечает Иову встречным вопросом: где был он, Иов, когда Бог создавал мир, и может ли он отличать зло от добра?
Сам этот ответ можно интерпретировать по-разному: можно прочесть в нём унижение Иова, но этот ответ и возможность при жизни наблюдать самого Бога парадоксальным образом утешают его, и это наводит на мысль, что автора книги более беспокоила тема присутствия Бога в жизни людей, чем вопрос о Его справедливости. Глава 32 отметает все попытки человека понять пути Господни.
Прозаические эпизоды ещё более усложняют книгу:
- Во введении Бог, беседуя с Сатаной, позволяет тому протянуть руку на Иова и его семью.
- В заключении, когда Бог возвращает Иову и его семье богатство, а также, очевидно, его здоровье, это, вероятно, указывает на то, что идеальная вера поощряется Господом. При этом Бог гневается на друзей Иова, поскольку только Иов правдиво представил Его истинную природу, а все его друзья ошибались, утверждая, что человеку воздаётся за его веру и добродетель.
- Лишь после жертвоприношений друзей Иова и его молитв за них в качестве «жреца» Бог восстанавливает его благополучие.

### Завет Иова
В псевдоэпиграфической книге «Завет Иова» (I в. до н. э. — I в. н. э.) ведётся параллельный Книге Иова рассказ, состоящий из таких легендарных эпизодов, как судьба супруги Иова, наследство его дочерей и его потомство.
Пользуясь методами иудейской аггады, Завет дополняет Книгу деталями, делая из Иова египетского царя. Как и многие апокрифы-«заветы», рассказ начинается предсмертной болезнью Иова, когда он созывает своих сыновей и дочерей, чтобы дать им свои последние наказы и поучения. Все персонажи из Книги перешли и в Завет, но акцент сделан на жене Иова, а читателями-христианами было обнаружено много параллелей с христианскими убеждениями, такими как Божье заступничество и прощение.
Раздел Завета, посвящённый друзьям Иова из Книги, ещё больше отклоняется от библейского повествования: вместо того чтобы жаловаться или упрекать Бога, Иов доказывает свою веру вопреки сетованиям своих друзей. Когда один из них покидает мероприятие, а другие пытаются обеспечить Иову врачебный уход, тот настаивает на истинности своей веры, и голос Божий требует от утешающих не упорствовать в их действиях. Большинство друзей внемлют голосу и начинают высмеивать того, который продолжил сожалеть о судьбе Иова.

### Сатана
Сатана (Противоречащий) появляется в прозаическом прологе в привычном образе «противника» и «отщепенца». Он предстаёт как одно из небесных существ, или Сынов Божьих (хотя он лишь «пришёл с ними») перед Господом и отвечает на вопрос, откуда он пришёл, словами: «От обхода земли, от скитаний по ней» (1:7).
Вопрос, ответ, а также начавшийся диалог говорят о том, что Сатана является членом божественного совета, наблюдающего за деятельностью людей с целью, прежде всего, выявить в ней недостатки. Таким образом, он выступает в качестве небесного прокурора, разыскивающего недостатки, и даже после отказа Иова похулить Всевышнего за внезапные несчастья после привычных милостей уверен в невозможности бескорыстной набожности и просит навлечь на Иова ещё более суровые испытания (2:3—5).
Сатана появляется лишь в прологе и очевидно не участвует в центральной части поэмы.
В Завете он появляется в значительно более негативном ключе. Его остервенение против Иова вызвано разрушением последним некоего неиудейского храма. Он нападает на Иова напрямую, но всякий раз терпит неудачу из-за терпения Иова, тогда как в библейском рассказе Иов лишается сил, но не теряет веры.

### Жена Иова
Супруга Иова упоминается в Книге лишь единожды в главе 2, когда она призывает его похулить Бога и умереть. Апокрифическое «Завещание Иова» добавляет, что её звали Ситис или Ситида (фигурирует в главах: 21-26, 39-40). Она много страдала, работала служанкой, чтобы заработать хлеб и принести мужу. Продавала волосы взамен хлебов. Её образ скорее положительный, хотя дьявол и пытается обмануть её, смущая мысли её. Смерть она встречает с весельем, узнав после молитвы Иова о милости Бога к их погибшим детям.

## История создания
Рассказ об Иове изложен в особой библейской книге — «Книге Иова», занимающей в Библии место между книгой Эсфирь (она же книга Эстер) и Псалтирью (она же Псалмы или Техилим). О времени её происхождения и авторе, равно как и о характере самой книги, существует ряд различных мнений. По мнению одних, это вовсе не история, а благочестивый вымысел, по другим — в книге историческая быль перемешана с мифическими украшениями, а по мнению третьих, принятому и церковью, это вполне исторический рассказ о действительном событии. Те же колебания заметны и во мнениях касательно автора книги и времени её происхождения. По одним, автором её был сам Иов, по другим — Соломон (Шломо), по иным — неизвестное лицо, жившее не раньше Вавилонского пленения. Согласно Вавилонскому Талмуду (трактат Бава Батра, 13—15) автором книги был пророк Моисей. Общее впечатление, выносимое из рассмотрения внутренних и внешних особенностей книги — в пользу её древности, которую можно определить с достаточной вероятностью.
История Иова относится ещё ко времени до Моисея или, по крайней мере, к более раннему, чем широкое распространение Пятикнижия Моисеева. Молчание в этом повествовании о законах Моисея, патриархальные черты в жизни, религии и нравах — всё это указывает на то, что Иов жил ещё в домоисеевскую эпоху библейской истории, вероятно, в конце её, так как в его книге видны уже признаки высшего развития общественной жизни. Иов живёт со значительным блеском, часто посещает город, где его встречают с почётом, как князя, судью и знатного воина. У него встречаются указания на суды, писанные обвинения и правильные формы судопроизводства. Люди его времени умели наблюдать за небесными явлениями и делать из них астрономические заключения. Есть указания и на рудокопни, большие постройки, развалины гробниц, а также на крупные политические перевороты, при которых повергались в рабство и бедственное состояние целые народы, наслаждавшиеся дотоле независимостью и благосостоянием. Можно вообще думать, что Иов жил во время пребывания евреев в Египте.

### Возможный шумерский источник
В своей книге «История начинается в Шумере» ассириолог и шумеролог Сэмюэл Ноа Крамер даёт перевод одного шумерского текста, который имеет заметные параллели с Книгой Иова. Автор делает из этого вывод, что еврейский сюжет был если не позаимствован, то навеян шумерским первоисточником, что было обычно в ту эпоху (ср. рассказ о потопе, также навеянный шумерскими сюжетами).

### Позднейшие вставки и дополнения
В той форме, в которой мы видим Книгу Иова в настоящее время, в тексте центральной поэмы содержатся различные позднейшие вставки. Существует несколько гипотез относительно этих вставок:
- «Параллельные тексты» — параллельные сюжеты, имеющие общие связующие эпизоды в базовом тексте
- Речь Элиу (главы 32—37) представляет собой полемику с идеями, выраженными другими персонажами поэмы, и является пояснительной вставкой. Элиу не упоминается в прологе вместе с тремя друзьями, и его речь противоречит фундаментальным взглядам «друзей-обвинителей» в поэме, согласно которым невозможно, чтобы праведник страдал, и страдание означает наказание. Элиу же утверждает, что страдания навлекаются на праведников в качестве предупреждения более серьёзных грехов, для морального совершенствования. Они позволяют показать много бо́льшую веру и подчинение милосердному Богу перед лицом несчастья, что встречается и в других текстах Ветхого и Нового Заветов и достигает высшей точки в идее о Мессии как о страдающем слуге[19] (в иудаизме Страдающий Слуга воплощён всем израильским народом целиком и не персонифицирован одним Мессией).

Ещё бо́льшим предметом споров учёных является «идентичность» предполагаемых поправок и изменений в речи Иова, которые по некоторым гипотезам были совершены с целью привести её в соответствие с учением о вознаграждении. Классическим примером основания для таких гипотез является чрезвычайно сложный для перевода последний стих речи Иова. Классический синодальный перевод передаёт слова Иова, как «Поэтому я отрекаюсь и раскаиваюсь в прахе и пепле». Эти слова перекликаются с речами Иова в основной части поэмы и с тем, что восстановление Иова не было бы возможно без смиренного принятия им своей смертности перед лицом божества во всём его величии и мощи.

### Дополнение к последней главе
Славянский, греческий и армянский переводы книги Иова содержат дополнительный фрагмент в конце последней главы (42:17), рассказывающий о происхождении Иова от Исава, его жизни в земле Авситидийской, о грядущем его воскрешении, а также замечание, что взято это дополнение из некой «сирской книги». При этом в сирийской Пешитте данного фрагмента никогда не содержалось, в связи с чем предполагается, что дополнение было заимствованно в одном из многочисленных таргумов на книгу Иова. Русский синодальный перевод, в отличие от славянской Библии, выносит данное дополнение в примечание.

## Восприятие в монотеистических религиях

### В иудаизме
В Талмуде Иов упоминается неоднократно. Иудейская библейская традиция никогда не сомневалась в его существовании, и он считался реальным и могущественным персонажем. Согласно Талмуду (трактат Сота), Иов был одним из трёх советников фараона периода Исхода, перед тем как было принято решение относительно «сынов Израилевых», умножавшихся пугающими темпами (глава Шмот) в период рождения Моисея. Валаам даёт роковой совет, убеждая фараона убить всех новорождённых евреев мужского пола; Иофор, наоборот, отговаривает фараона вредить евреям; а Иов, хотя и несогласный с планами фараона, сохраняет молчание. Именно за это молчание Бог и накажет его впоследствии незавидной судьбой.
Другой мидраш описывает самого Иова как фараона времён Моисея. Эта идея, вероятно, аллегорична и оправдывает испытания Иова как наказание за то, что он оставил израильтян страдать в египетском рабстве (вывод: если у человека есть возможность помешать страданию, он должен ею воспользоваться).
Талмуд (трактат Бава Батра 15а—16b) пытается уточнить исторические рамки жизни Иова: согласно двум традициям, он жил во времена Авраама или Иакова. Леви бен Ла’ма утверждал, что Иов жил во времена Моисея, который, якобы, и написал Книгу Иова. Другие считают, что она написана самим Иовом (см. 19:23, 24 «О, пусть бы записали мои слова, пусть бы в книгу их занесли…»), Элиу или Исаией.
Меньшая часть раввинов-мудрецов во главе с Решем Лакишем считала, что Иов не существовал (см. Бава Батра 15а и Брешит Раба 68). По их мнению, Иов был литературным образом пророка для написания божественного послания или притчи. С другой стороны, множество рассуждений Талмуда посвящено доказательствам расположения места жительства Иова, при этом приведено большое число мнений и толкований мудрецов.
Иов также упоминается в Талмуде по следующим случаям:
- Покорность Иова своей судьбе (Псахим 2b).
- Во времена благополучия Иова всякий, кто сотрудничал с ним, будь то в купле или продаже, был благословен (там же 112a).
- Благополучие Иова было вознаграждением за его великодушие (Мегила 28a).
- Царь Давид, Иов и Иезекииль описали длину Торы, не дав ей числового выражения (Эрувин 21a).

Согласно Талмуду, на момент происшествия с Иовом истории, описанной в Книге, ему было 70 лет от роду.

#### Иудейская литургическая практика
Книга Иова редко используется в иудейском богослужении полностью (хотя многие стихи используются постоянно, особенно на похоронах и во время траура). Однако это одна из двух книг, наряду с Книгой плача Иеремии и её мидрашическими комментариями, изучение которых разрешено 9 Ава (в день поста в память о разрушении Иерусалимских храмов и других трагедий). Помимо вопроса «Кто может понять пути Господней справедливости?», в ней передаётся столь оптимистичная, сколь и суровая идея, перекликающаяся с двумя последними стихами Плача Иеремии: «Совершенно безразлично, какую боль и степень несчастья мы испытываем, ведь Бог нас не оставил».
Кантилляции Книги Иова по сефардской традиции отличаются от кантилляций других библейских книг.

#### Мистический подход
Моше бен Нахман (Рамбан) дал наиболее мистический из всех комментариев к Книге Иова. Согласно мистическому подходу, Иов был наказан за то, что был еретиком, а одна из причин считать так, как полагают, изложена в главе 3, где он сам машинально, с полным убеждением в своей невинности предполагает, что Бог не имеет права его так наказывать. Другая причина состоит в том, что он не верит в перевоплощение (гилгул а-нефашот). Он считает, что, как только человек умирает, всё для него заканчивается, и ни разу не упоминает про загробную жизнь. В итоге, по мнению Рамбана, Книга Иова в целом указывает на то, что перевоплощение и является настоящим ответом на вопрос о вознаграждении.
Для Иова, отражающего взгляды Аристотеля, Бог оставил мир под небесными светилами, как следует из стиха «Да сгинет день, в который рождён я» (3:2). Иов проклинает день своего рождения, потому что он придаёт ему несчастливое в астрологическом смысле значение.
По мнению Моше бен Нахмана, дети Иова не погибли в начале истории, а попали в рабство, из которого в конце были освобождены.

### В христианстве
Христиане признают каноничность Книги Иова в рамках Ветхого Завета. В Новом Завете Иов упоминается как пример твёрдости в страдании (Иаков 5:11).
В Новом Завете присутствует ряд ссылок на Книгу Иова, особенно в Посланиях:
- Отк. 9:6 содержит намёк на 3:21 из Книги Иова, Отк. 14:10 и Отк. 19:15 — на 21:20, Отк. 16:21 — на 38:22, 23.
- 2Фес. 2:8 содержит ссылку на 4:9.
- 1Кор. 3:19 цитирует 5:13, а 1Кор. 4:5 основан на 12:22.
- В Евр. 12:5, Иак. 1:12 и Отк. 3:19 рассуждается о 5:17 и 23:10.

Заявление Иова «Я знаю: мой Заступник жив» (19:25) интерпретируется как протохристианское и представляет основу для ряда христианских песнопений.
Многие христиане считают Иова историческим предтечей Иисуса Христа — человека, наиболее безосновательно страдающего из всех страдающих по провидению и воле Господа. По этой причине Книга Иова имеет также богослужебное значение — пять фрагментов из неё прочитываются на богослужениях Страстной седмицы с Великого понедельника по Великую пятницу.
Лютер восхищался языком Ветхого Завета и находил Книгу Иова грандиознейшей и прекраснейшей книгой Священного писания. В своём предисловии к Книге Иова он описывает трудности, с которыми столкнулись её переводчики.
Эрнест Ренан в своей книге «Книга Иова» пишет: «Язык Книги Иова — это самый чистый, самый точный, самый классический еврейский язык. В нём содержатся все качества древнего стиля: лаконичность, стремление к загадочности, энергичная, будто отчеканенная манера, эта широта смысла, далёкая от всякой скудости, которая оставляет нашему духу предмет для разгадок, этот чарующий тембр, будто отлитый из чистого и прочного металла».

### В исламе
В Коране Иов именуется Айюб (араб. أيوب‎) и считается пророком ислама.
В народной палестинской традиции местом испытаний Айюба является Эль-Джура — деревня неподалёку от города Эль-Мадждаля (современный и библейский Ашкелон). Именно там Бог наградил его источником молодости, который лечил все его болезни. Деревня Эль-Джура была местом ежегодных 4-дневных празднеств, во время которых люди высокой веры собирались вместе и купались в природном источнике.
По-арабски имя Айюб символизирует терпение, несмотря на то что оно не означает «терпение» в буквальном смысле.
В Турции Иов известен как Эйюп и по легенде похоронен в деревне Эйюп-Неби около Вираншехира, рядом с пророком Илией.
Ещё одна предполагаемая могила Иова существует в окрестностях города Салалы в Омане.

## Восприятие в искусстве и философии

### В философии

#### Иудейская философия
- Маймонид рассуждает о Книге Иова в главах 22 и 23 в своём Путеводителе растерянных. По его мнению, каждый из друзей Иова представляет собой великую школу мысли, отличную от Бога и провидения. Билдад, например, воплощает типичную иудейскую точку зрения о том, что добродетель вознаграждается Богом (8:6—8), хотя и нужно хорошенько потерпеть, чтобы дождаться этого вознаграждения. Поэтому, если Иов действительно добродетелен, как он утверждает, Бог в итоге его вознаградит. Взгляды Иова же сходны с взглядами Аристотеля, который считает, что Бог уничтожает и невинных, и виновных (гл. 9). А такой взгляд исключает провидение, хотя даже Иов верит в Его существование.

По мнению Маймонида, адекватный взгляд на провидение представляет Элиу, наставляющий Иова, что нужно изучить свою религию (гл. 33). Этот подход соотносится с выражением «единственная в мире приемлемая религия — это изученная религия». Формальная религия, как у Иова в начале истории, никогда не является достаточной. Нужно глубоко рассмотреть значение религии, чтобы в полной мере оценить её и сделать её настоящей частью своей жизни. Элиу верил в концепцию божественного провидения, где награда и наказание причитаются в индивидуальном порядке, а не только автоматически. Он верил, как считает Маймонид, что нужно разумно исповедовать свою религию. Чем больше изучаешь свою религию, тем больше вознаграждаешь себя или находишь её вознаграждающей. В начале истории Иов — один из набожных людей, но он не изучал свою религию, то есть он не философ и не имеет ангела-хранителя. Он слишком недостаточно мудр, просто благодаря Бога за милости. Бог, согласно Элиу, не решал наказать Иова, а оставил его один на один с недружелюбными природными силами.

#### Современный экзистенциализм
- Русский философ-экзистенциалист Лев Шестов, называвший себя евреем-агностиком, рассматривал Иова как воплощение борьбы между разумом (предлагающим общие решения, которые, очевидно, не объясняют сложных явлений) и верой в своего собственного Бога (и, как следствие, гневом на него в случае разочарования). Шестов фактически сделал свою теорию об Иове одной из основ своей философии (он широко критиковал историю западной философии, которую он рассматривал, грубо говоря, как монументальную битву между Разумом и Верой, Афинами и Иерусалимом, светской и религиозной точек зрения):

«Вся книга — это одно непрерывное состязание между „воплями“ многострадального Иова и „размышлениями“ его благоразумных друзей. Друзья, как истинные мыслители, глядят не на Иова, а на „общее“. Но Иов об „общем“ и слышать не хочет, он знает, что общее глухо и немо — и с ним нельзя разговаривать. „Я к Вседержителю хотел бы говорить, и представить мои доказательства Богу желал бы“ (13:3). Друзья в ужасе от слов Иова: они убеждены, что с Богом нельзя разговаривать и что Вседержитель озабочен прочностью своей власти и неизменностью своих законов, а не судьбами созданных им людей. Может быть, убеждены, что он вообще не знает никаких забот, а только властвует. Оттого и отвечают: „О ты, терзающий душу свою в гневе своём! Ужели для тебя опустеть земле и сдвинуться скале с места своего?“ (18:4). И точно, неужто из-за Иова скалам сдвигаться? И необходимости поступиться святыми правами своими? Ведь это предел человеческого дерзновения, ведь это „бунт“, „мятеж“ одинокой человеческой личности пред вечными законами всеединства бытия!»
- Датский философ и теолог Сёрен Кьеркегор интерпретировал Книгу Иова в своём «Повторении». Он представляет Иова смутно предвидевшим переход от этической стадии (мораль осмысливается в рамках добра и зла, награды и наказания) к стадии религиозной (когда Личность одна перед Богом и имеет лишь личные и абсолютные обязательства давать отчёт одному лишь Богу; эта стадия, по выражению Ницше, «по ту сторону добра и зла»).

### В искусстве
В Средние века Иов изображался покровителем музыки и музыкантов. На одной брюссельской картине XV века Иов показан раздающим золотые монеты музыкантам за то, что те играют. Согласно легенде, Иов соскрёб струпья со своего тела, и они превращались в золотые монеты, как только выпадали из его рук.
- Композитор Томас Луис де Виктория включил в свой сборник «Заупокойная служба» (Officium defunctorum; 1605) два мотета на тексты книги Иова: Taedet animam meam (Job 10:1-7) и Versa est in luctum (Job 30:31).
- Гёте в «Фаусте» был вдохновлён библейским рассказом, в частности, создавая «Пролог на небесах» — беседу Господа с Мефистофелем.
- Лев Шестов в работе «На весах Иова (Странствования по душам)» (1929) проникся библейским персонажем, перенёсшим «неслыханные испытания» и в результате чего задавшимся вопросами, которые действительно имеют значение для человека.
- Фильм Андрея Звягинцева «Левиафан» (2014) размышляет о коррупции и метафизике власти, и эти размышления навеяны отчасти Книгой Иова и отчасти — Левиафаном Гоббса. Искупление прошлого, его переоценка и преодоление представлены в фильме, как в высшей степени загадочная фатальность[30].
- Фильм братьев Коэнов «Серьёзный человек» некоторыми критиками[31] рассматривается как современное переложение Книги Иова.
- В романе Альфреда Дёблина «Берлин Александрплатц», в главе «Беседа с Иовом, дело за тобой, Иов, но ты не хочешь» персонажа спрашивают о наличии у него реальной воли к выздоровлению.
- Книга была включена в список 100 лучших книг всех времён по версии Норвежского книжного клуба, который для составления списка провёл опрос 100 писателей по всему миру[32].
- Фантастический роман Роберта Хайнлайна «Иов, или Осмеяние справедливости».
- Фильм Терренса Малика «Древо жизни» включает в себя эпиграф из книги Иова и те же положения, что и в ней: вопрос справедливости и несчастья, постигающего праведных, метафорический «ответ» Бога главной героине, вопрошающей, где Он был, когда погиб её сын.
- По мнению Ю. Н. Караулова, в рассказе Достоевского «Кроткая» можно усмотреть перекличку, если не прямую параллель, с отдельными местами и общим духом Книги Иова[33].
- Фильм Андерса Томаса Йенсена «Адамовы яблоки» даёт любопытную современную интерпретацию.